# Mikušovce (okres Ilava)
Mikušovce (Hongaars: Mikosfalva) is een Slowaakse gemeente in de regio Trenčín, en maakt deel uit van het district Ilava.
Mikušovce telt 1.035 inwoners.